# Zapus princeps
Zapus princeps es una especie de roedor de la familia Dipodidae.

## Distribución geográfica
Se encuentran en Canadá y Estados Unidos.